# Katja Seizinger
Katja Seizinger (Datteln, Alemanya Occidental, 1972) fou una esquiadora alpina alemanya, que destacà en aquest esport al llarg de la dècada del 1990. Medallista olímpica en diferents ocasions als Jocs Olímpics d'Hivern, havent pujat al podi del Campionat del món 76 cops, ha estat l'esquiadora alemanya amb més èxit de tots els temps.

## Biografia
Va néixer el 10 de maig de 1972 a la ciutat de Datteln, població situada a l'estat de Rin del Nord-Westfàlia, que en aquells moments formava part de l'Alemanya Occidental i que avui en dia forma part d'Alemanya.

## Carrera esportiva
Va participar en els Jocs Olímpics d'Hivern de 1992 realitzats a Albertville (França), on aconseguí la medalla de bronze en la prova de Super Gegant, a més de finalitzar quarta en la prova de Descens i vuitena en la prova d'Eslàlom Gegant. En els Jocs Olímpics d'Hivern de 1994 celebrats a Lillehammer (Noruega) va guanyar la medalla d'or en la prova de Descens, si bé no aconseguí acabar la resta de proves en les quals participà: Super Gegant, Eslàlom Gegant i Combinada Alpina. En els Jocs Olímpics d'Hivern de 1998 celebrats a la ciutat de Nagano (Japó) va guanyar tres medalles olímpiques: la medalla d'or en les proves de Descens i Combinada Alpina i la medalla de bronze en la prova d'Eslàlom Gegant. Així mateix, en aquests Jocs, finalitzà sisena en la prova de Super Gegant. Amb la seva victòria en la prova de descens en les edicions de 1994 i 1998 es convertí en la primera esquiadora o esquiador a guanyar dues medalles d'or en una mateixa prova alpina de velocitat.
Al llarg de la seva carrera va guanyar quatre medalles en el Campionat del Món d'esquí alpí, destacant la medalla d'or aconseguida en la prova de Super Gegant l'any 1993. Al llarg de la seva carrera aconseguí 76 podis en la Copa del Món d'esquí alpí, destacant la victòria general en les edicions de 1996 i 1998.

### Victòries a la Copa del Món
| Temporada | Disciplina   |
| --------- | ------------ |
| 1992      | Descens      |
| 1993      | Descens      |
| 1993      | Super Gegant |
| 1994      | Descens      |
| 1994      | Super Gegant |
| 1995      | Super Gegant |
| 1996      | General      |
| 1996      | Super Gegant |
| 1998      | General      |
| 1998      | Descens      |
| 1998      | Super Gegant |

| Data       | Seu                    | Prova          |
| ---------- | ---------------------- | -------------- |
| 1991-12-07 | Santa Caterina         | Super Gegant   |
| 1992-11-01 | Schruns                | Descens        |
| 1992-01-25 | Morzine                | Descens        |
| 1992-03-07 | Vail                   | Descens        |
| 1992-12-20 | Lake Louise            | Super Gegant   |
| 1993-01-15 | Cortina d'Ampezzo      | Descens        |
| 1993-02-26 | Veysonnaz              | Descens        |
| 1993-03-03 | Morzine                | Descens        |
| 1993-03-20 | Vemdalen               | Eslàlom Gegant |
| 1993-03-20 | Åre                    | Super Gegant   |
| 1994-01-14 | Cortina d'Ampezzo      | Descens        |
| 1994-01-15 | Cortina d'Ampezzo      | Super Gegant   |
| 1994-03-06 | Whistler               | Descens        |
| 1994-03-09 | Mammoth Mountain       | Super Gegant   |
| 1994-03-16 | Vail                   | Descens        |
| 1994-12-11 | Lake Louise            | Super Gegant   |
| 1995-03-09 | Bormio                 | Super Gegant   |
| 1995-12-05 | St. Anton              | Descens        |
| 1996-01-06 | Maribor                | Eslàlom Gegant |
| 1996-01-13 | Garmisch-Partenkirchen | Super Gegant   |
| 1996-02-02 | Val d'Isère            | Super Gegant   |
| 1996-02-03 | Val d'Isère            | Descens        |
| 1996-02-04 | Val d'Isère            | Super Gegant   |
| 1996-03-09 | Kvitfjell/Hafjell      | Eslàlom Gegant |
| 1996-10-26 | Sölden                 | Eslàlom Gegant |
| 1996-11-30 | Lake Louise            | Descens        |
| 1997-03-07 | Mammoth Mountain       | Super Gegant   |
| 1997-03-13 | Vail                   | Super Gegant   |
| 1997-11-29 | Mammoth Mountain       | Super Gegant   |
| 1997-12-04 | Lake Louise            | Descens        |
| 1997-12-05 | Lake Louise            | Descens        |
| 1997-12-06 | Lake Louise            | Super Gegant   |
| 1997-12-17 | Val d'Isère            | Descens        |
| 1997-12-18 | Val d'Isère            | Super Gegant   |
| 1998-01-24 | Cortina d'Ampezzo      | Super Gegant   |
| 1998-01-31 | Åre                    | Descens        |